# زیردریایی آی-۱۷۷
زیردریایی آی-۱۷۷ (به انگلیسی: Japanese submarine I-177) یک زیردریایی بود. این زیردریایی در سال ۱۹۴۱ ساخته شد.